# 麻辣火鍋

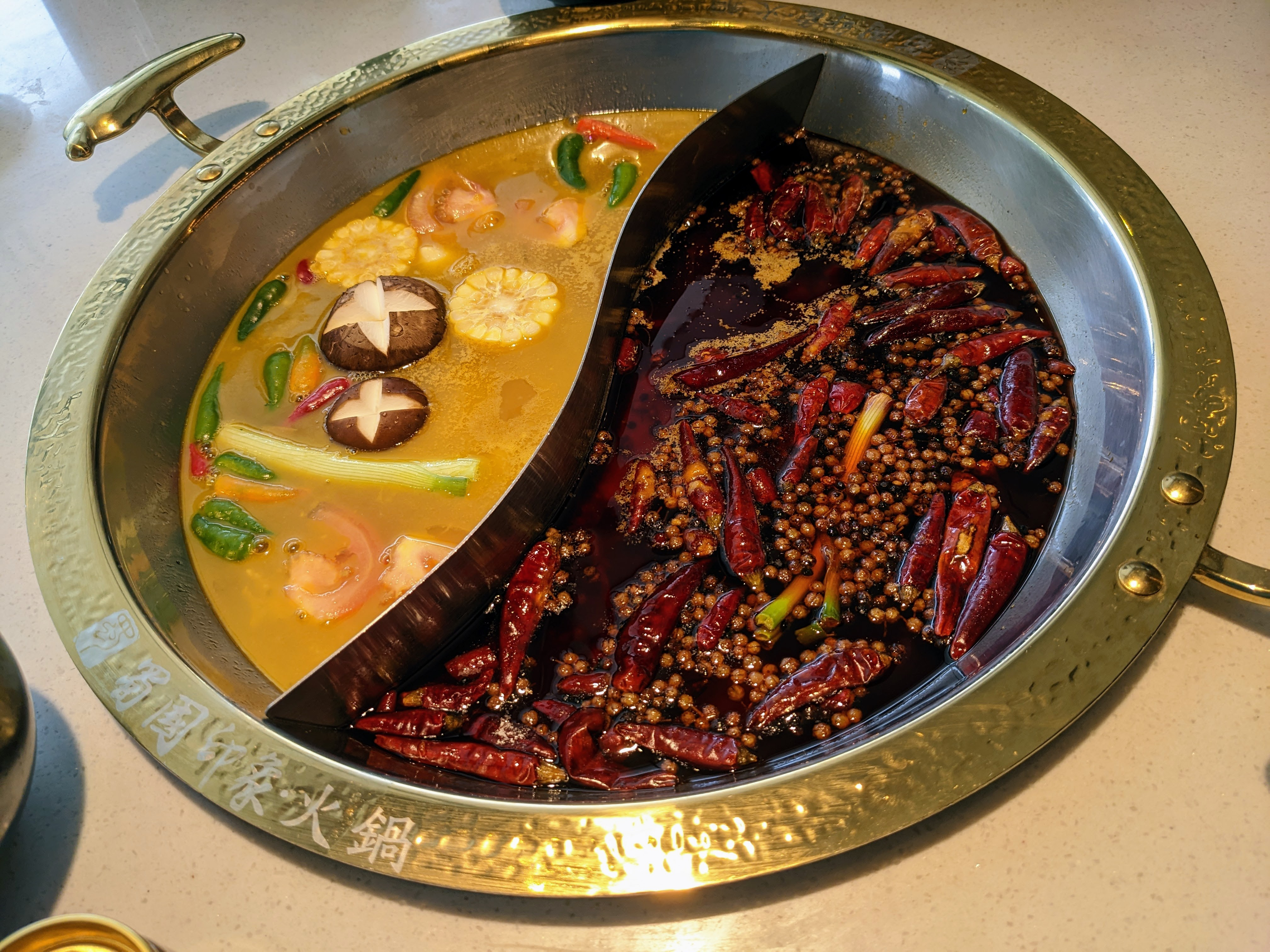
麻辣火鍋

麻辣火鍋（マーラーひなべ、マァラァフオグオ、má là huǒ guō、英: spicy hot pot）は、中国で広く食される火鍋料理の一つである。火鍋子とも言い、辛い味付けが特徴である。重慶市で容易に見られる重慶火鍋は、麻辣火鍋の一種。
麻（中華山椒）、辣（唐辛子）などの麻辣味香辛料をベースとしたスープに野菜、肉団子、魚、鶏肉、臓物などを入れて煮込み、薬味を入れたごま油を付けて食べる。具材のバリエーションは非常に広範で上記にあるものの他、豚の脳ミソや牛骨の骨髄、きし麺状の春雨である火鍋粉（フォグオフェン）等枚挙に暇がない。老舗になるとあらかじめ肉類や肉団子などに独特の味付けをしたものを特色菜（おすすめ）として置いている所も多い。
麻辣火鍋は、台湾の火鍋にも「台湾式麻辣火鍋」として、そのバリエーションを見ることができる。

## 串串香

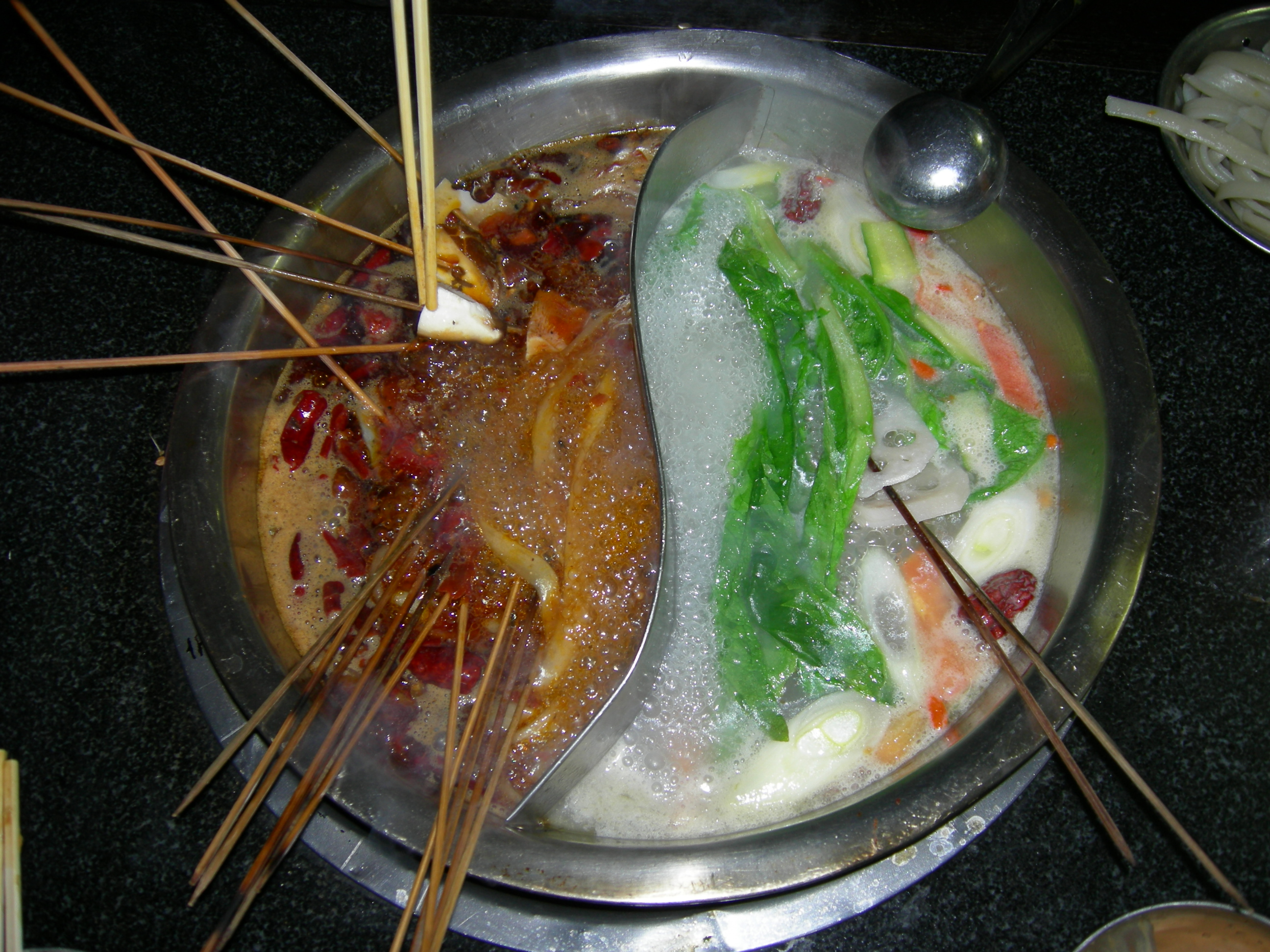
串串香

串串香（チュアンチュアンシャン）は「麻辣燙（マーラータン）」とも呼ばれ、起源は四川省楽山にあり、成都地域で発展した、四川地方の伝統的・庶民的軽食（小吃）の一つ。火鍋料理の亜流ともいえ、しばしば「小火鍋（ミニ火鍋）」とも呼ばれる。
串串香の名は、長い竹串に様々な具材を刺し、煮えたぎった熱々の麻辣火鍋に入れ、しゃぶしゃぶして食べることに由来し、一本一本の串の具材から食べ物の香りが漂うことから「串串香」と名付けられた。

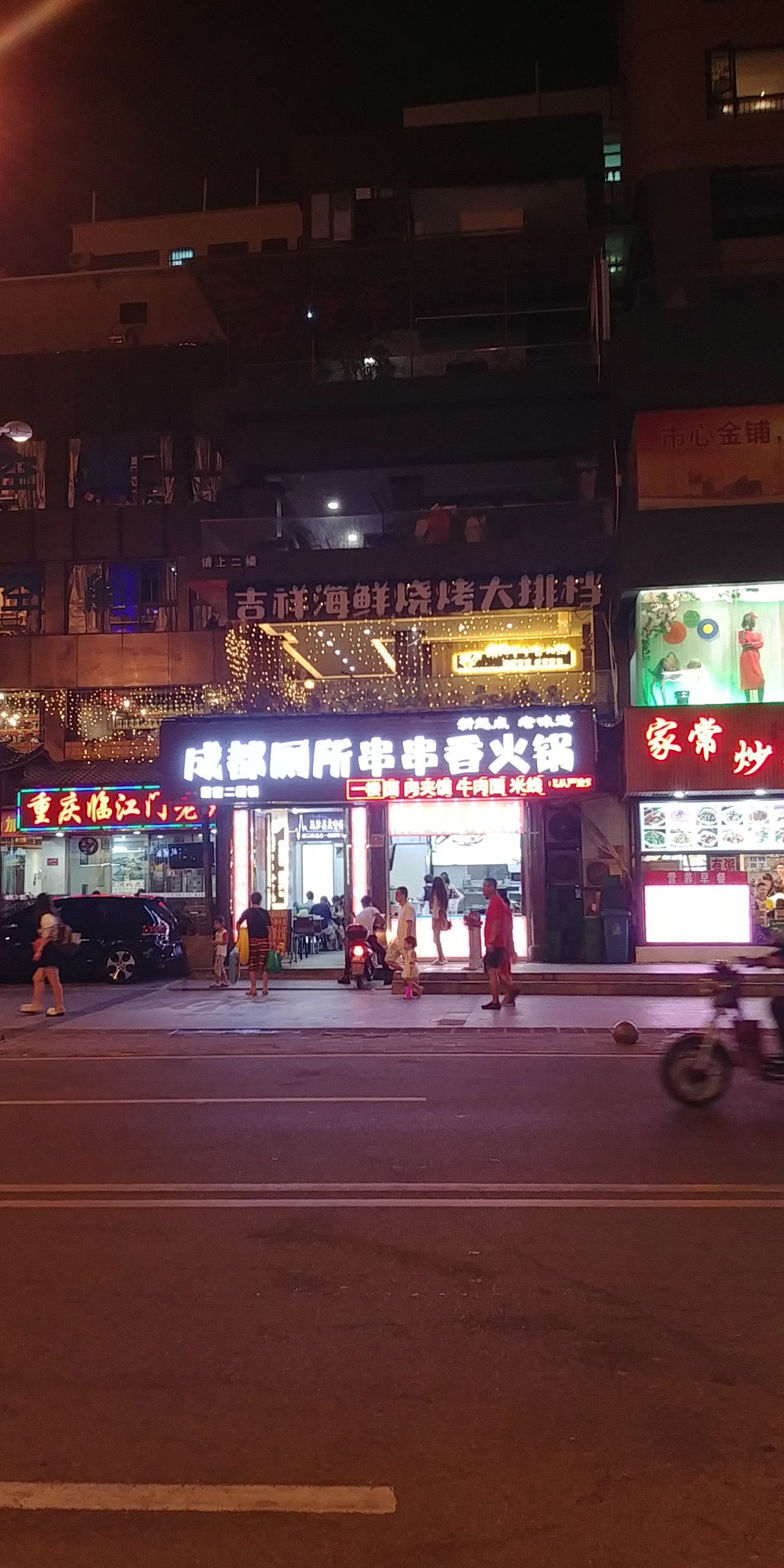
串串香の店舗

食材は野菜、臓物、肉片、キノコ、豆腐、鶉卵、海藻など多彩で、竹串一本に一品が付いており、具材置き場から自分の好きな食材を好きなだけ選べる。独特の風味と鮮やかな見た目が特徴。香りが濃厚で、麻辣、香辣（香り高い辛さ）、蒜香（ニンニクの香り）など様々な味に調整できるため、それぞれの好みや、あらゆる年齢層に適している。
火鍋のスープベースである鍋底（グオヂィ）は四川火鍋として代表的な重慶火鍋とほとんど同じである。
串串香が最初に登場したのは1980年代頃の四川で、長江のほとりから生まれ、船頭や筏を引く人々、武装護衛団（剽局馬帮）が野外で食事をする際に考案したといい、武術を学ぶ家系に伝わり、滋養強壮に良い香辛料・漢方薬・栄養剤を骨のスープで煮込んで新鮮な野菜を加えて食べることで、体を温め、湿気を取り除く効果があり、これは麻辣燙や鉢鉢鶏（ボーボーチー）と似て異なる。初期のものは鍋のスープや具材も非常にシンプルだったが、現在は種類も豊富で風味も様々になり、よく見かける麻辣燙へと変化した。
製造工程が複雑だったため広くは伝わらず、知る者も少なかったが、成都、重慶と徐々に広まり、夜市の大通りや路地裏で様々な串串香の店を至る所で見かけるほど、現在全国の多くの都市に広まっており、四川の味を代表する一つとなっている。